# Liberty (album)
Liberty je šesté studiové album skupiny Duran Duran, které vyšlo v roce 1990 u EMI Records v sestavě Simon Le Bon, John Taylor, Nick Rhodes, Warren Cuccurullo a Sterling Campbell.

## Seznam skladeb
1. „Violence of Summer (Love's Taking Over)“ – 4:22
2. „Liberty“ – 5:01
3. „Hothead“ – 3:31
4. „Serious“ – 4:21
5. „All Along the Water“ – 3:50
6. „My Antarctica“ – 5:01
7. „First Impression“ – 5:28
8. „Read My Lips“ – 4:30
9. „Can You Deal with It?“ – 3:47
10. „Venice Drowning“ – 5:13
11. „Downtown“ – 5:23

Japonské vydání obsahuje bonusový 3″ disk se 3 skladbami:
1. „Yo Bad Azizi“ – 3:03
2. „Throb“ – 4:25
3. „Violence of Summer (Love's Taking Over)“ (The Story mix) – 3:18

## Kredit
- Všechny skladby na albu napsali Taylor, Rhodes, Le Bon, Cuccurullo, Campbell.
- Produkce Chris Kimsey ve spolupráci s Duran Duran.
- Hudebníci / hosté: John Jones, Spike Edney, Stan Harrison, Luis Jardin, Roddy Lorimar, Bernard Fowler, Carol Kenyon a Tessa Niles.
- Fotografie na obalu Ellen von Unwerth.
- Použité písmo od Ruth Rowland.
- Design obalu v Icon London, Los Angeles.

## Umístění v hitparádách
- UK – No.8
- USA – No.46
- Švýcarsko – No.36